# آنتی آلاس
آنتی آلاس (استونیایی: Anti Allas؛ زادهٔ ۲۶ نوامبر ۱۹۷۷) سیاست‌مدار اهل استونی است. وی شهردار وورو از ۱۱ نوامبر ۲۰۱۳ تا آوریل ۲۰۲۳ بوده است. آلاس از ۵ فوریه ۲۰۲۲ معاون  حزب سوسیال دموکراتیک استونی بوده است.
وی در انتخابات پارلمانی استونی (۲۰۲۳) ثبت نام کرده و با کسب آرا لازم به مجلس استونی راه یافته است، پس از آن کالوی کووا به‌عنوان شهردار وورو انتخاب شد.